# はじめての虐殺
『はじめての虐殺』（はじめてのぎゃくさつ）は、稲光伸二による日本の漫画。『月刊モーニングtwo』（講談社）にて、2018年6号から2020年1号まで連載。

## あらすじ
ロリコンの主人公のもとにスクール水着を着た少女が現れ仲間を虐殺していくが、主人公は標的ではなく少女たちにさらわれてしまう。主人公は感染するとロリコンとなって少女を襲うことになるというLOウイルスの突然変異体として問題に巻き込まれていく。

## 登場人物
寺田（てらだ）
本作の主人公。ロリコン。LOウイルスに感染しているが、突然変異で少女を襲わない。組織に拉致されて手術された後は、首に装置を埋め込まれている。装置には少女に自分から1メートル以内に近づくと電流で運動機能を強制停止させられる機能と少女が5メートル以内にいるときに海綿体への血流が一定値を超えると（いわゆる勃起をする）と激しい頭痛が起きる機能がある。
ミズキ
組織に仕えているスクール水着を着た少女。手術用メスも切れないグローブをつける。隊の中でのリーダー。武器はドリル。占いが好き。得意な教科は社会。
レン
組織に仕えているスクール水着を着た少女。手術用メスも切れないグローブをつける。隊の中で遊撃を担当する。武器は電動丸ノコ。ロボットアニメが好き。得意な教科はない。
カスミ
組織に仕えているスクール水着を着た少女。手術用メスも切れないグローブをつける。隊の中で後方支援を担当する。武器はネイルガン。よく寝坊をする。得意な教科は算数。
ユリカ
組織に仕えているスクール水着を着た少女。手術用メスも切れないグローブをつける。皇茉莉華戦で全身を手術用メスで切られる。
皇茉莉華（すめらぎまりか）
組織に仕えているゴスロリ衣装を着た少女。組織の中では神7の中に入っており、ランク5位。武器は手に付けた手術用メス。

## 用語
ウイルス
本作品に登場するLOウイルスは男性にのみ感染し、感染するとロリコンになり少女を襲うようになる。感染経路は感染者の血液が体内に入ることによるものである。感染後に少女を実際にでなくともみると鼻血を出すようになる。感染状態には段階があり、ステージ３では不死身である。作品内では一部の組織のみがその存在を理解しており、主人公を含む一般人には知られていない。
組織

## 書誌情報
- 稲光伸二『はじめての虐殺』講談社〈モーニングKC〉、全3巻
  1. 2018年10月23日発売[4][5]、ISBN 978-4-06-513051-3
  2. 2019年5月23日発売[6]、ISBN 978-4-06-515383-3
  3. 2020年1月23日発売[3]、ISBN 978-4-06-518039-6